# 杨勇 (1964年)
杨勇（1964年2月—），男，汉族，甘肃民勤人，中华人民共和国政治人物，曾任中共新疆维吾尔自治区党委组织部副部长，新疆维吾尔自治区人力资源和社会保障厅党组书记、副厅长，现任新疆维吾尔自治区政协副主席。